# UXS1
UXS1 (англ. UDP-glucuronate decarboxylase 1) – білок, який кодується однойменним геном, розташованим у людей на короткому плечі 2-ї хромосоми.  Довжина поліпептидного ланцюга білка становить 420 амінокислот, а молекулярна маса — 47 577.
| 10         |  | 20         |  | 30         |  | 40         |  | 50         |
| ---------- |  | ---------- |  | ---------- |  | ---------- |  | ---------- |
| MVSKALLRLV |  | SAVNRRRMKL |  | LLGIALLAYV |  | ASVWGNFVNM |  | RSIQENGELK |
| IESKIEEMVE |  | PLREKIRDLE |  | KSFTQKYPPV |  | KFLSEKDRKR |  | ILITGGAGFV |
| GSHLTDKLMM |  | DGHEVTVVDN |  | FFTGRKRNVE |  | HWIGHENFEL |  | INHDVVEPLY |
| IEVDQIYHLA |  | SPASPPNYMY |  | NPIKTLKTNT |  | IGTLNMLGLA |  | KRVGARLLLA |
| STSEVYGDPE |  | VHPQSEDYWG |  | HVNPIGPRAC |  | YDEGKRVAET |  | MCYAYMKQEG |
| VEVRVARIFN |  | TFGPRMHMND |  | GRVVSNFILQ |  | ALQGEPLTVY |  | GSGSQTRAFQ |
| YVSDLVNGLV |  | ALMNSNVSSP |  | VNLGNPEEHT |  | ILEFAQLIKN |  | LVGSGSEIQF |
| LSEAQDDPQK |  | RKPDIKKAKL |  | MLGWEPVVPL |  | EEGLNKAIHY |  | FRKELEYQAN |
| NQYIPKPKPA |  | RIKKGRTRHS |  |            |  |            |  |            |

A: Аланін

C: Цистеїн

D: Аспарагінова кислота

E: Глутамінова кислота

F: Фенілаланін

G: Гліцин

H: Гістидин

I: Ізолейцин

K: Лізин

L: Лейцин

M: Метіонін

N: Аспарагін

P: Пролін

Q: Глутамін

R: Аргінін

S: Серин

T: Треонін

V: Валін

W: Триптофан

Кодований геном білок за функціями належить до ліаз, декарбоксилаз, фосфопротеїнів. 
Задіяний у таких біологічних процесах як ацетиляція, альтернативний сплайсинг. 
Білок має сайт для зв'язування з НАД. 
Локалізований у мембрані, апараті гольджі.